# Bahrain World Trade Center
Bahrain World Trade Center - kompleks bliźniaczych wieżowców w Manamie, w Bahrajnie, o wysokości 240 metrów. Budynek został otwarty w 2008 i posiada 50 kondygnacji.